# Зупинимо ісламізацію Європи
Stop Islamisation Of Europe, SIOE (укр. Зупинимо ісламізацію Європи) — група з самопроголошеною метою запобігання росту домінування ісламу в Європі. Спочатку це була політично активна група, яка діяла в Данії і провела антиісламські акції протесту у Великій Британії. Потім, в результаті зливання датської групи «Зупинимо ісламізацію Данії» з англійськими антиісламськими активістами виник рух «Зупинимо ісламізацію Європи».
Метою групи є протистояння ісламському екстремізму та прогресуючій ісламізації Європи. Їхнє гасло:
|  | Расизм є найнижчою формою людської дурості, але ісламофобія знаходиться на одному рівні зі здоровим глуздом! |

## Ідеологія

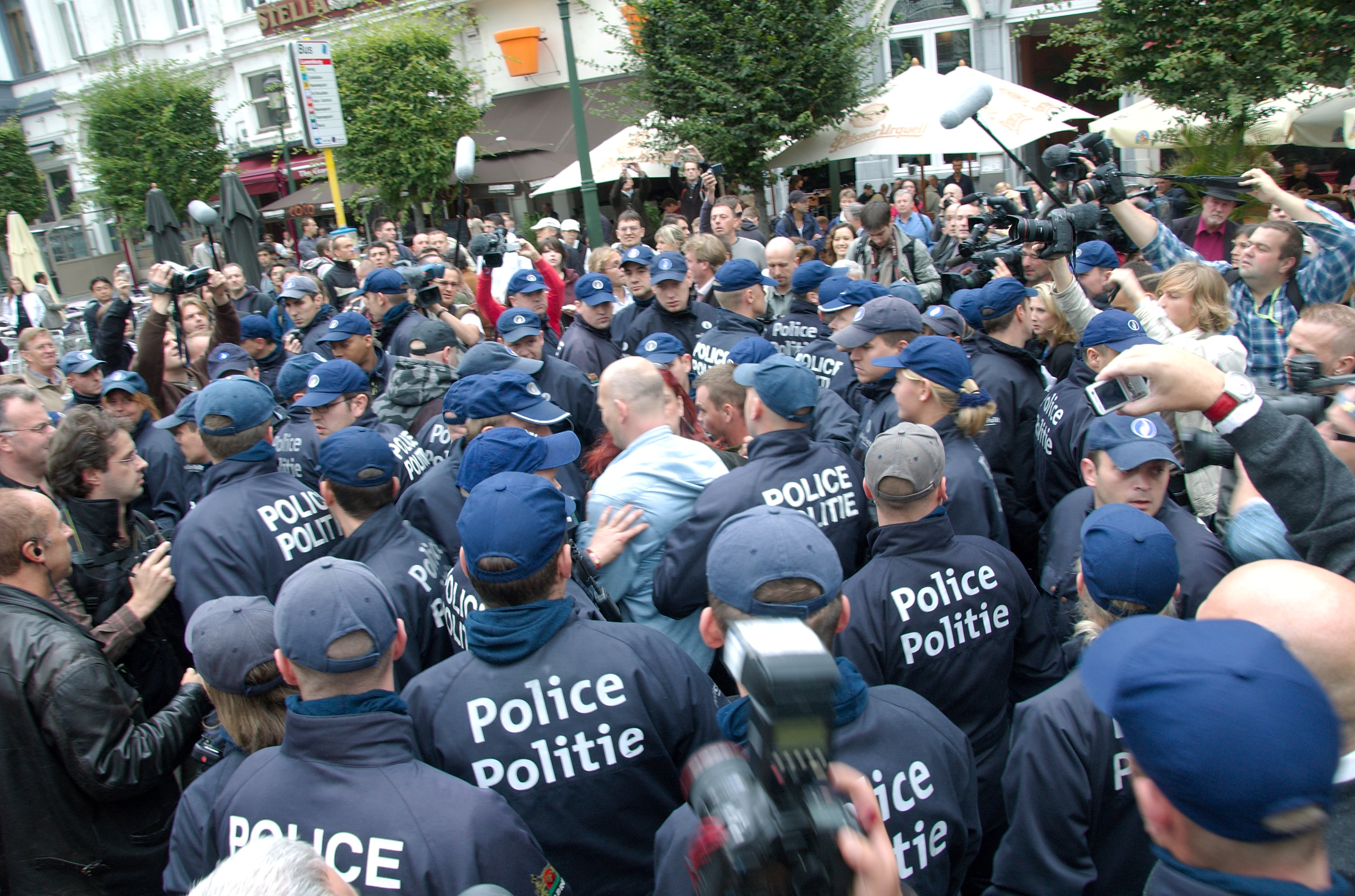
Демонстрація яка пройшла в Брюсселі, Бельгія.

Група позиціонує себе як союз з єдиною метою — запобігання росту домінування ісламу в Європі.
Організація закликає до повного бойкоту мусульманських країн, а також закликає бойкотувати компанії Fisher Price, Asda, Kentucky Fried Chicken і Radisson Hotels у зв'язку з виробництвом цими компаніями продукції для мусульман.

## Історія
SIOE були натхнені данською організацією з такою ж назвою, яка провела акції протесту близько данської мечеті після скандалу з карикатурами на пророка Мухамеда. Організація має більше 15 тисяч прихильників на своїй сторінці в Facebook.

## Лідери

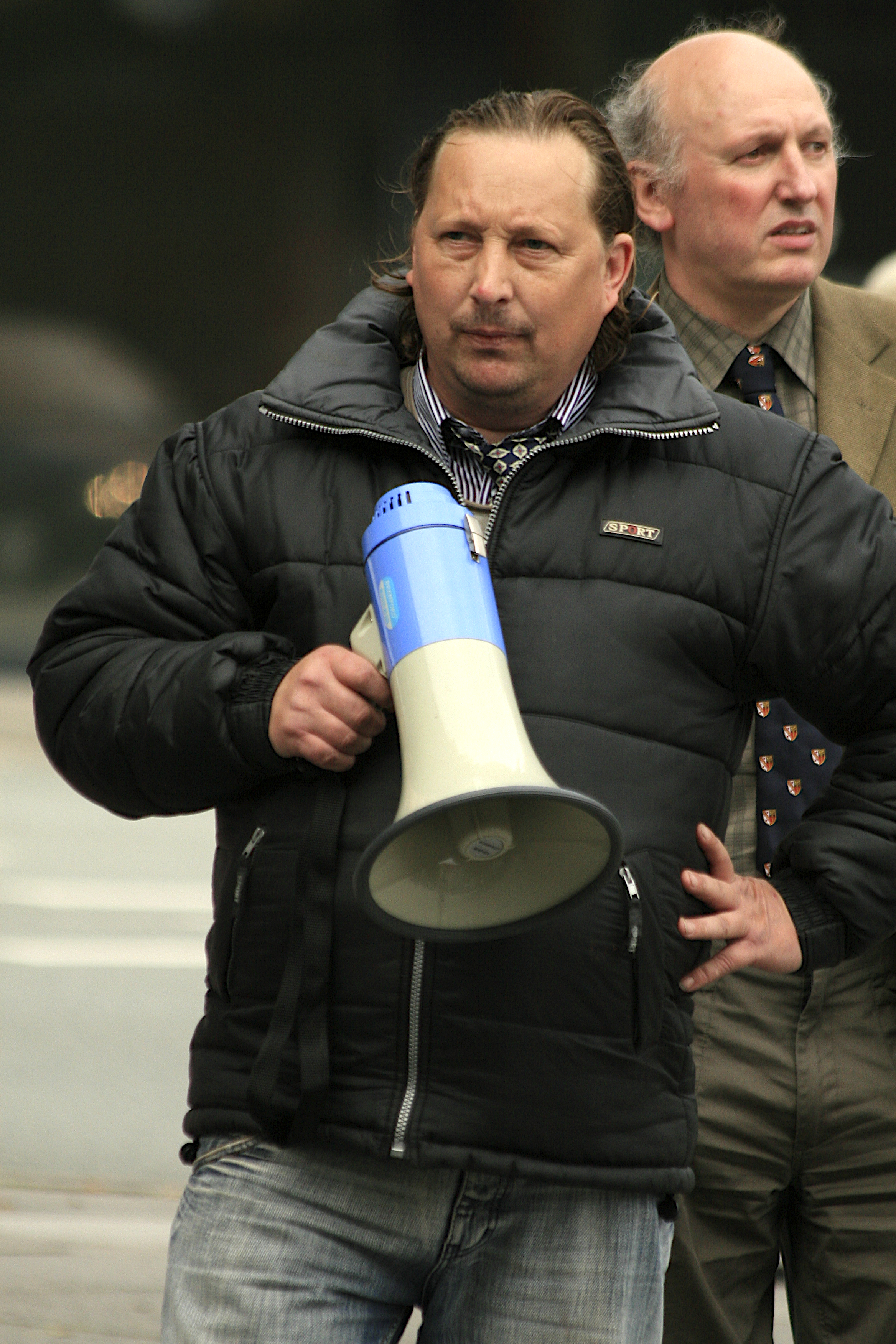
Голова «Зупинимо ісламізацію Данії» — Андерс Ґраверс Педерсен (Anders Gravers Pedersen) (ліворуч) і представник «Зупинимо ісламізацію Європи» у Великій Британії — Стівен Геш (Stephen Gash) (праворуч)

### Андерс Ґраверс Педерсен
Андерс Ґраверс Педерсен (дан. Anders Gravers Pedersenn) народився в Данії, і живе в невеликому містечку Сторворд (дан. Storvorde). В 2005 році він балотувався на муніципальних виборах в Ольборзі і отримав 383 голоси, а організація «Зупинимо ісламізацію Данії» отримала в цілому 1 172 голоси. Це склало менше 1% від усіх поданих голосів.

### Стівен Геш
Стівен Геш (англ. Stephen Gash) (нар. 1953) в 2007 році брав участь у додаткових виборах (викликаних відставкою тодішнього прем'єра Тоні Блера) в окрузі Седжфілд, від Партії Англійських Демократів. Геш набрав 177 голосів.
Відповідно до його передвиборчої програми, головними темами його кампанії були підтримка Англійського Парламенту, вирішення Західно-Лотіанского питання (West Lothian question) та імміграційний контроль. Він використовував питання Османського вторгнення до Сербії як виправдання дій Радована Караджича, обвинувачуваного в причетності до різанини в Сребрениці в 1995 році.

## Данія
SIOE спочатку була данською антиісламістською групою, яка виникла після данського карикатурного скандалу. Група була заснована в 2007 році Андерсом Ґраверс Педерсеном, лідером маленької данської партії під назвою «Зупинимо ісламізацію Данії». 11 вересня 2007 група організувала демонстрацію в Брюсселі, Бельгія.
Партнерські організації були створені в 11 європейських країнах, включаючи Данію, Угорщину, Фінляндію, Францію, Німеччину, Норвегію, Польщу, Румунію, Росію і Швецію, а також у США.
31 березня 2012, в другому за чисельністю місті Данії Орхусі пройшла демонстрація ультраправих і антимусульманських угруповань з усієї Європи, під назвою «Європейська нарада проти джихаду». На демонстрацію прийшло близько 200 осіб.[джерело?] Одночасно з цим, на свою демонстрацію вийшли члени лівих і «антифашистських» рухів, в кількості близько 2,5 тисяч осіб[джерело?], які дотримуються позиції «Орхус за різноманіття». Згодом, між ультраправими, лівими і представниками поліції Данії сталася бійка. 83 людини було заарештовано, постраждав один поліцейський.

## Бельгія
29 вересня 2011, в передмісті Антверпена, Хобокені, між прес-секретарем ісламського руху «Sharia4Belgium» Абу Імрамом і представником партії «Фламандський інтерес» Філіпом Девінтером сталися дебати на тему «Іслам у Фландрії: друг чи ворог?». Представник «Sharia4Belgium» заявив:
|  | Бельгію потрібно перетворити на ісламську державу. У нас знайдеться чимало суддів, вчителів і лідерів, які змогли б стати халіфами. Ми - група молодих мусульман, які хочуть ввести найчистішу форму ісламу. Ми виступаємо за добро і засуджуємо будь-яке зло. Філіп Девінтер правий, це початок ісламізації Антверпена. І всім невірним залишається або пристосовуватися, або піти геть. |

Крім цього, він розповів про погляди руху на демократію:
|  | Ви можете бути або мусульманином, або демократом, але не можете бути тим і іншим одночасно. Мені немає діла до невірних. Моя справа догоджати Аллаху, а не невірним. Закон створюється не парламентом і не міністрами, закон встановив Аллах. Не може бути юдейо-християнина або ісламо-юдея, так само не може бути мусульманина-демократа. Мусульманин не може сповідувати демократію, як ідеологію. |

У відповідь на це, Девінтер сказав, що по всій Європі та Бельгії подібна нісенітниця не повинна прийматися толерантно, і в цьому полягає головна проблема:
|  | Я не боюся здатися нетолерантним, кажучи, що це має бути заборонено. У цьому наша велика проблема і наша слабкість. Якщо Захід настільки поганий і занепав, а арабський світ такий великий, що ви тоді тут робите?! Їдьте назад і залишайтеся там! |

|  | Чому в ісламських країнах немає жодного Нобелівського лавреата?! Чому там така слабка економіка?! Чому купа соціальних проблем?!! Причина всього цього зла одна - це Коран |

, — сказав Девінтер.